# Zone Tribute: Kimi ga kureta mono
A Zone Tribute: Kimi ga kureta mono (ZONEトリビュート〜君がくれたもの〜) egy Zone feldolgozás és válogatásalbum, amely az együttes különböző előadók által feldolgozott dalait, valamint a zenekar tagjai által kiválasztott számokat tartalmazza. 2011. augusztus 10-én jelent meg a Sony Music Entertainment Japan gondozásában. A korong az ötödik helyen mutatkozott be az Oricon eladási listáján 27 288 eladott példánnyal.

## Számlista
Első lemez
1. True Blue (ClariS) – 4:08
2. Jume No Kakera (夢ノカケラ・・・?) (Tomato n’ Pine) – 4:42
3. Siroi Hana (白い花?) (Nakagava Sóko) – 4:59
4. Secret Base (Kimi ga Kureta Mono) (secret base～君がくれたもの～?) (Scandal) – 5:16
5. Akasi (証?) (Stereopony) – 4:02
6. Szocugjó (卒業?) (Bump.y) – 3:58
7. Boku No Tegami (僕の手紙?) (Tokyo Girls’ Style) – 5:54
8. Glory Colors (Kaze No Tobira) (glory colors ～風のトビラ～?) (Sphere) – 4:32
9. Hitosizuku (一雫?) (Nagi Janagi) – 4:56
10. Good Days (Peaceful) – 3:51
11. Secret Base (Kimi ga Kureta Mono) (10 years after Ver.) (Kajano Ai, Tomacu Haruka és Hajami Szaori) – 5:52 (limitált kiadás)

Második lemez
- Miju választása

1. Siroi Hana (白い花?) – 4:50
2. Hanabi (Kimi ga Ita Nacu) (H・A・N・A・B・I ～君がいた夏～?) – 4:21
3. Boku No Tegami (僕の手紙?) – 4:46
4. Glory Colors (Kaze No Tobira) (glory colors ～風のトビラ～?) – 4:26

- Maiko választása

1. Dai Bakuhacu No. 1 (大爆発 NO.1?) – 4:03
2. Hitosizuku (一雫?) – 4:13
3. Isso ni Itakatta (一緒にいたかった?) – 4:46
4. Aika (愛花?) – 5:33

- Tomoka választása

1. Szekai no Hon no Kataszumi kara (世界のほんの片隅から?) – 4:18
2. Szocugjó (卒業?) – 4:24
3. Taijó No Kiss (太陽のKiss?) – 3:35
4. Egao Bijori (笑顔日和?) – 4:13

- A Zone választása

1. Secret Base (Kimi ga Kureta Mono) (secret base ～君がくれたもの～?) – 4:57
2. Jakuszoku (August, 10 years later) (約束～August, 10years later～?) – 4:25